# Neka nam Bog pomogne
Neka nam Bog pomogne (tal. Che Dio ci aiuti) talijanska je humoristično-kriminalistička televizijska serija redatelja Francesca Vicaria u proizvodnji RAI-ja. U Hrvatskoj se prikazuje na Laudato TV-u. Radnja serije isprepliće se sa završetkom 8. sezone serije Don Matteo, a prati životni put časne sestre Angele koja otvara internat za djevojke. Ona je poput don Mattea (ili Chestertonovog oca Browna) i spletom okolnosti pomaže u razrješavanju umorstava u Modeni, gdje je prema scenariju smještena radnja prve dvije sezone.
Radnja treće sezone radnja se premješta u Fabriano, dok se u petoj sezoni radnja serije odvija u Assisiju.

## Pregled serije
| Sezona | Epizoda | Talijansko prikazivanje               | Hrvatsko prikazivanje                 |
| ------ | ------- | ------------------------------------- | ------------------------------------- |
| 1.     | 16      | 15. prosinca 2011. – 2. veljače 2012. | 12. travnja 2020. – 26. srpnja 2020.  |
| 2.     | 16      | 21. veljače 2013. – 4. travnja 2013.  | 6. rujna 2020. – 20. prosinca 2020.   |
| 3.     | 20      | 25. rujna 2014. – 27. studenoga 2014. | 27. prosinca 2020. – 9. svibnja 2021. |
| 4.     | 20      | 8. siječnja 2017. – 5. ožujka 2017.   | 5. rujna 2021. – 16. siječnja 2022.   |
| 5.     | 20      | 10. siječnja 2019. – 21. ožujka 2019. | 20. ožujka 2022. – 31. srpnja 2022.   |
| 6.     | 20      | 7. siječnja 2021. – 11. ožujka 2021.  | –                                     |
| 7.     | 20      | 12. siječnja 2023. – 16. ožujka 2023. | –                                     |

## Glumačka postava

### Glavni likovi trenutno
- Elena Sofia Ricci kao Suor Angela
- Valeria Fabrizi kao Suor Costanza
- Francesca Chillemi kao Azzurra Leonardi
- Diana Del Bufalo kao Monica Giulietti
- Gianmarco Saurino kao Nicodemo Nunzio Maria "Nico" Santopaolo
- Simonetta Columbu kao Ginevra Alberti
- Erasmo Genzini kao Erasmo Ferri
- Isabella Mottinelli kao Carolina/Sara Belli
- Olimpia Noviello kao Penelope “Penny” Martino

### Glavni likovi koji su napustili seriju
- Miriam Dalmazio kao  Margherita Morbidelli
- Serena Rossi kao  Giulia Sabatini
- Massimo Poggio kao  Marco Ferrari
- Laura Gaia Piacentile kao  Cecilia Sabatini
- Lino Guanciale kao  Guido Corsi
- Cesare Kristian Favoino kao  Davide Corsi
- Laura Glavan kao  Nina Cristaldi
- Rosa Diletta Rossi kao  Chiara Alfieri
- Neva Leoni kao  Rosa Francini-Leonardi
- Sofia Panizzi kao  Alice
- Ivano Marescotti kao  Achille Gentileschi
- Arianna Montefiori kao  Valentina Valpreda
- Cristiano Caccamo kao  Gabriele Mattei
- Bianca Di Veroli kao  Emma Leonardi
- Christian Monaldi kao  Edoardo "Edo"
- Laura Adriani kao  Maria Galiardi
- Margherita Manfredi kao  Daniela
- Matilde Manfredi kao  Silvia

## Vanjske poveznice
- Službena stranica na raiplay.it
- Službena stranica na laudato.hr
- Neka nam Bog pomogne u internetskoj bazi filmova IMDb-a